# 国際自由労働組合総連盟
国際自由労働組合総連盟（こくさいじゆうろうどうくみあいそうれんめい、略称：国際自由労連・ICFTU）は、かつて存在した労働組合の世界組織。ベルギーのブリュッセルに本部があった。世界152カ国の234組織が加盟し、合計で1億4800万人の組合員を擁していた。

## 歴史
1949年に、冷戦の影響もあり、それまで世界労連に加盟していた労働組合のうち西側諸国の労働組合を中心として「パンと自由と平和」というスローガンのもとに結成した。その後、1980年代後半から1990年代前半の冷戦終了にともない、それまで世界労連に加盟していた労働組合も加盟するようになり、世界最大の労働組合の世界組織になった。
日本の労働組合（ナショナルセンター）との関係では、同盟が国際自由労連と全面的に友好関係にあったのに対し、総評は国際自由労連寄りになった時期や世界労連寄りになった時期があり、必ずしも立場を明確にしていなかった。その後、1989年に結成された連合は国際自由労連に加盟した。また、2004年12月には、宮崎市において国際自由労連の第18回世界大会が開催された。
2006年、国際労働組合総連合（ITUC）を結成するために解散した。

## 加盟していた主な組織
- インド：インド労働者連盟（HMS）、インド全国労働組合会議（INTUC）、女性自営労働者連合（SEWA）
- 韓国：韓国労働組合総連盟（FKTU）、韓国民主労働組合総連盟（KCTU）
- 日本：日本労働組合総連合会
- パキスタン：パキスタン労働者連盟（PWF）
- オーストラリア：オーストラリア労働組合評議会（ACTU）
- トルコ：トルコ労働組合連盟（TÜRK-IS）
- アメリカ：アメリカ労働総同盟・産別会議（AFL-CIO）
- カナダ：カナダ労働会議（CLC-CTC）
- アルゼンチン：アルゼンチン労働総同盟（CGT）
- ブラジル：ブラジル中央統一労働組合（CUT）、労働組合の力（FS）
- メキシコ：メキシコ労働組合連盟（CTM）、労働者農民革命連盟（CROC）
- イギリス：イギリス労働組合会議（TUC）
- イタリア：イタリア労働総同盟（CGIL）、イタリア労働組合連盟（CISL）、イタリア労働同盟（UIL）
- ウクライナ：ウクライナ労働組合連盟（FPU）
- オーストリア：オーストリア労働総同盟（ÖGB）
- オランダ：オランダ労働組合連盟（FNV）
- スウェーデン：スウェーデン全国労働組合連盟（LO）、スウェーデン俸給従業員中央労働組合連盟（TCO）
- スペイン：スペイン労働者委員会総連盟（CC.OO.）、スペイン労働総同盟（UGT）
- デンマーク：デンマーク労働総同盟（LO）
- ドイツ：ドイツ労働総同盟（DGB）
- フランス：フランス民主労連（CFDT）、フランス労働総同盟「労働者の力」（CGT-FO）
- ベルギー：ベルギー労働総同盟（FGTB）
- ロシア：ロシア労働同盟（KTR）、ロシア独立労働組合連盟（FNPR）
- アルジェリア：アルジェリア一般労働組合（UGTA）
- ナイジェリア：ナイジェリア労働会議（NLC）
- 南アフリカ：南アフリカ労働組合会議（COSATU）